# Jelcz C642 C662

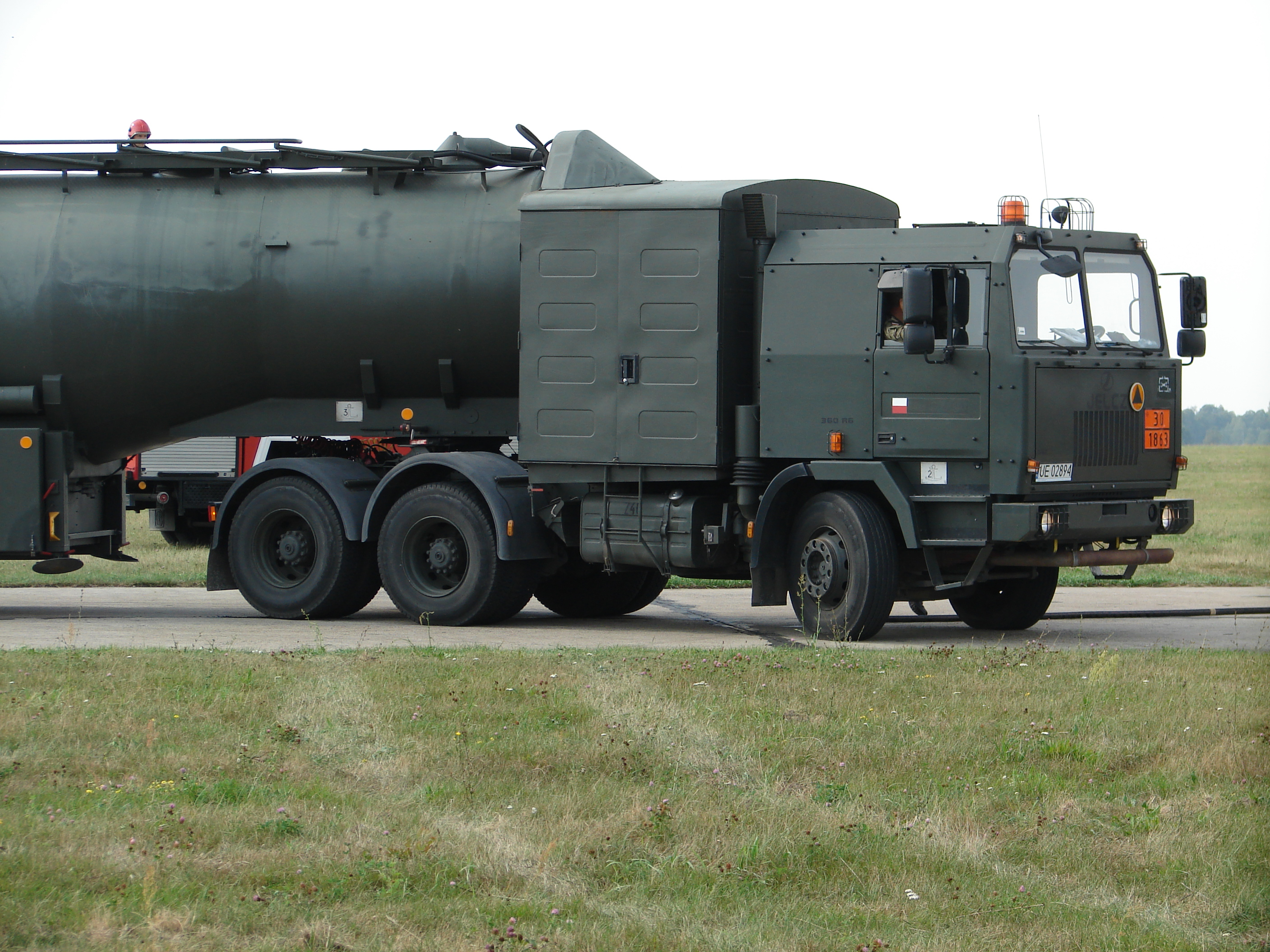
Ciągnik siodłowy Jelcz C642D43 z dystrybutorem i naczepą cysterną lotniskową

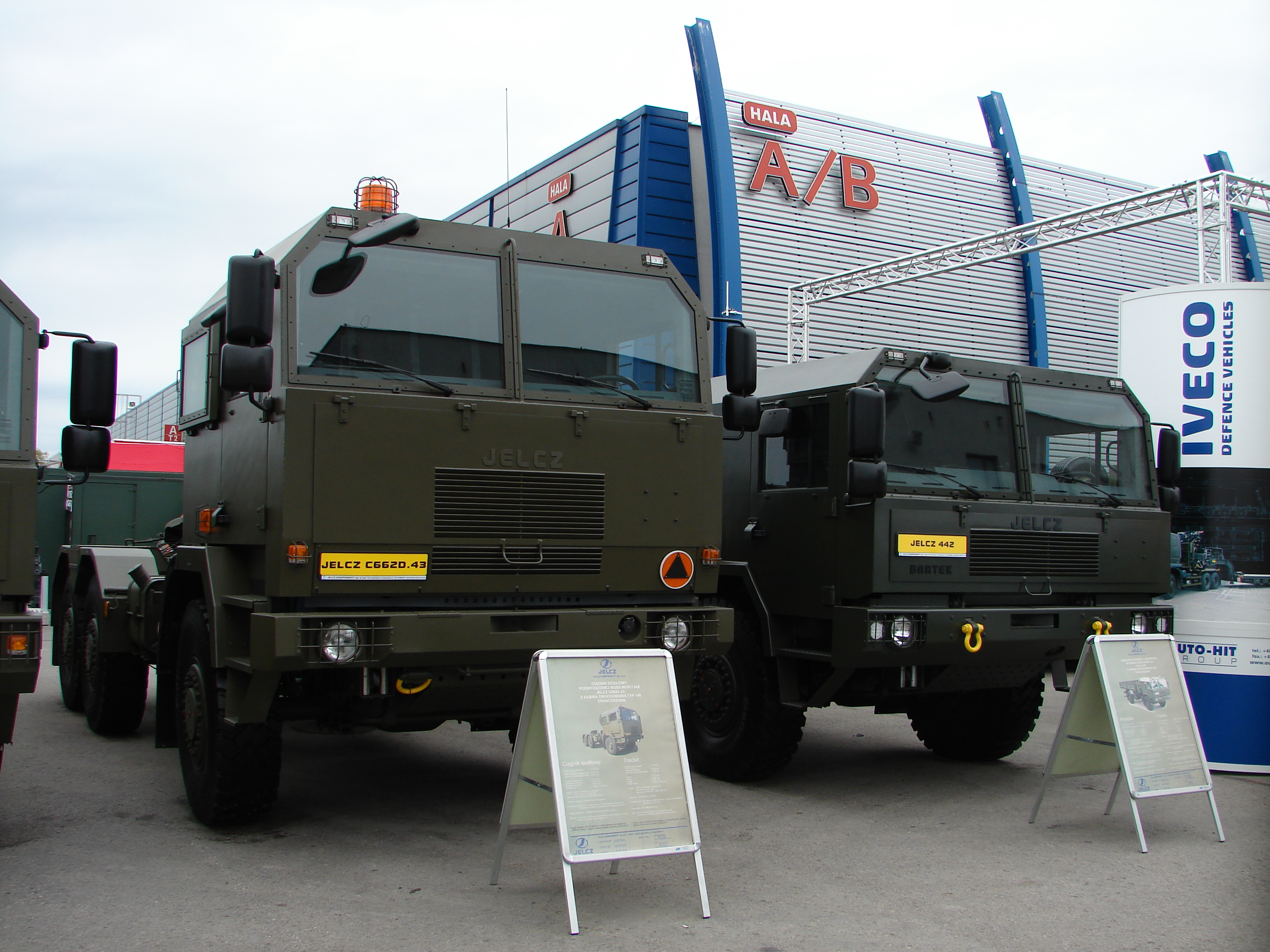
Ciągnik siodłowy Jelcz C662D43 (z lewej) obok Jelcz 442 Bartek

Jelcz C642D/C662D – seria zmilitaryzowanych samochodów ciężarowych typu ciągnik siodłowy, produkowanych przez polską firmę Jelcz (do 2014 Jelcz-Komponenty) na potrzeby Wojska Polskiego. Pokrewną odmianą podwozia do zabudowy jest P662D.
Ciągnik siodłowy C642 był pierwszą wieloosiową zmilitaryzowaną ciężarówką Jelcza. W 1993 roku powstał model C642D/1 BK, w 2003: C642D.34 i C642D.35 Kajman. 

## Jelcz C642 D.35 / C642 D.43 (6x4)
Ciągnik siodłowy z napędem na dwie tylne osie tandemowe (układ jezdny 6x4), w wykonaniu ADR. Kabina wysoka, przystosowana do montażu dodatkowego opancerzenia w wersjach 2 i 4-drzwiowych. Napęd stanowi silnik Iveco Cursor 10 EURO III, pojemność skokowa 10,3 litra i mocy 430 KM, 1900 Nm przy 1050-1590 obr./min (Jelcz C642 D.43) lub Iveco Cursor 10 o mocy 350 KM (Jelcz P642 D.35). Starsze wersje wyposażone również w silniki Steyr oraz 16-biegowe, mechaniczne skrzynie biegów. Wersje tego ciągnika siodłowego o rozstawie osi 1-2 zwiększonym do 3400 mm z zamontowanym za kabiną dystrybutorem oraz sprzęgnięte z trzyosiowymi naczepami cysternami służą w Wojsku Polskim na lotniskach do zaopatrywania w paliwo statków powietrznych.
M.in. w latach 2006–2010 Wojsko Polskie zakupiło 42 ciągniki C642D.35, w tym 41 z cysternami.

## Jelcz C662 D.43 (6x6)
Ciągnik siodłowy wysokiej mobilności w terenie z napędem na wszystkie osie (układ jezdny 6x6), w wykonaniu ADR. Kabina wysoka, przystosowana do montażu dodatkowego opancerzenia lub integralnie opancerzona. Napęd stanowi silnik Iveco Cursor 10 EURO III o pojemności skokowej 10,3 litra, mocy 430 KM, 1900 Nm przy 1050-1590 obr./min, skrzynia biegów mechaniczna, 16-biegowa. Ciągnik sprzęgnięty ze specjalistyczną, terenową naczepą posiadającą dodatkowy układ hydrauliczny, pozwalający na czasowe przeniesienie napędu również na osie naczepy, jest nośnikiem przęsła i mechanizmu stawiania mostu samochodowego MS-20 Daglezja.
W 2009 roku Wojsko Polskie nabyło pierwsze 2 ciężarówki tego typu.